# كيه إتش-59
كيه إتش-59 أوفود Ovod (تعريف الناتو AS-13 Kingbolt) هو صاروخ جوال روسي موجه تلفزيونياً، ويعمل بنظام دفع بالوقود الصلب على مرحلتين وبمدى 200 كم. والنسخة كيه إتش-59 إم (تعريف الناتو AS-18 Kazoo) تحمل رأس حربي أكبر ويتم الدفع فيها بمحرك توربيني. وهذا الصاروخ -في الأساس- هو صاروخ لمهاجمة الأهداف البرية، لكن كيه إتش-59 إم كيه هي النسخة المضادة للسفن منه.

## التصميم والتطوير
يعتبر كيه إتش-59 سلاحاً مواجهاً «ستاند أوف Standoff»، بمعنى توفر القدرة لديه على مهاجمة الأهداف أثناء تواجد المهاجم خارج النطاق الذي من المرجح أن يشتبك فيه المدافعون مع المهاجم. ويتم إطلاق كيه إتش-59 من الجو، كصاروخ جو-سطح، وهو مصمم لمهاجمة الأهداف البرية والسطحية بدقة بالغة في الظروف الجوية المثلى. ويتكون نظام التوجيه الخاص بها من نظام ملاحة وتحكم آلي يقود السلاح إلى منطقة الهدف. وينقل مستشعر التلفاز المثبت في أنف الصاروخ صور المنطقة المستهدفة إلى منصة الإطلاق المحمولة جواً ويختار الطيار نقطة التأثير. كما يسمح ارتباط البيانات ثنائي الاتجاه للطيار باختيار نقطة التصادم وإعادة التصويب للصاروخ المنطلق بالفعل.

تم تطوير كيه إتش-59 لتوفير سلاح مواجه قادر على العمل في بيئات شديدة التشويش. ويعتبره بعض المختصين مكافئاً مباشراً لسلسلة إيه جي إم-142 بوباي للأسلحة المواجهة التي تحملها مقاتلات إف-16 سي الإسرائيلية، وبي-52 إتش الأمريكية، وإف-111 سي الأسترالية.
ويستخدم تصميم الصاروخ -دون سرعة الصوت- صاروخين من صواريخ الوقود الصلب للدفع، ومُعزز الذيل، وجهاز دعم البدن، مع زوج من الفتحات المستنفدة من جوانب البدن. وبمجرد احتراق المعزز يتم التخلص منه، ويُكشف عن الرادوم «قبة الرادار» لوصلة تبادل بيانات الصاروخ، والتي تحمل الصور المتلفزة إلى منصة الإطلاق «لطائرة المقاتلة» وتتلقى أوامر توجيه المشغل.

نظرًا لأن التوجيه التليفزيوني له عيب يتمثل في أنه يجب «رؤية» الهدف بواسطة الصاروخ -مما يحد من مدى عمل الصاروخ- فإن كيه إتش-59 إم Kh-59M لديه نظام توجيه مزدوج. فبعد إطلاق الصاروخ، يتم توجيهه بواسطة نظام ملاحة بالقصور الذاتي حتى يصل لمنطقة الهدف، ثم يتم تشغيل كاميرا التلفزيون لإرسال الصور إلى جهاز الاستقبال على متن المنصة الطائرة المطلقة للصاروخ.
مرسل الأوامر اللاسلكية «الراديوية» لتصحيح الرحلة هو APK-8 في حالة المقاتلة ميج-27 كيه أو APK-9 للمقاتلات سو-24 إم وسو-30 إم والمقاتلات الأحدث، ويتم تثبيت هذه الأجهزة في حاوية معلقة تحت الطائرة.

## التاريخ التشغيلي
على الرغم من أنه يمكن حمل كيه إتش-59 الأصلي من قبل عائلة ميج-27 وسو-17 إم3 وسو-22 إم4 وسو-24 إم وسو-25 وسو-30 إذا كانت تحمل جراب وصلة تبادل البيانات «بود» من نوع APK-9، إلا أنها كانت موجودة فقط على سو-24 إم في الخدمة الروسية. وفي الفترة من 2008 إلى 2015، سلمت روسيا حوالي 200 صاروخ كيه إتش-59 إلى الصين لاستخدامها على متن سو-30 إم كيه2، وقد تتضمنت عمليات التسليم كلاً من النسخ كيه إتش-59 إم كيه وكيه إتش-59 إم كيه2.

تم اختبار كيه إتش-59 إم كيه2 بواسطة المقاتلة الشبح سو-57، خلال نشرها في سوريا عام 2018.

## النسخ
- كيه إتش-59 النسخة الأصلية بمحركين صاروخيين بالوقود الصلب. عُرض لأول مرة عام 1991، وتم تصديره باسم كيه إتش-59 أو أو كيه إتش-59 إي Kh-59E.
- كيه إتش-59 تي هذا التعريف يعد إسماً موازياً للنسخة الأصلية والموجهة تلفزيونياً والتي أصبحت كيه إتش-59 الأساسي.
- كيه إتش-59 إم تم تطويره بإضافة محرك نفاث ورأس حربي أكبر. وأصبح مداه 115 كم.[1]
- كيه إتش-59 إم إي نسخة بمدى 200 كم تم عرضها للتصدير في عام 1999. وقد تم تصميم هذه النسخة من الصاروخ لتدمير الأهداف الأرضية والسطحية، وهي مجهزة بنظام ملاحة وتحكم آلي، بالإضافة إلى نظام توجيه الأوامر التلفزيونية، مما يضمن دقة الضرب حتى 2-3 متر (في الوضع اليدوي). ويمكن التحويل إلى هدف آخر خلال رحلة الصاروخ.[7]

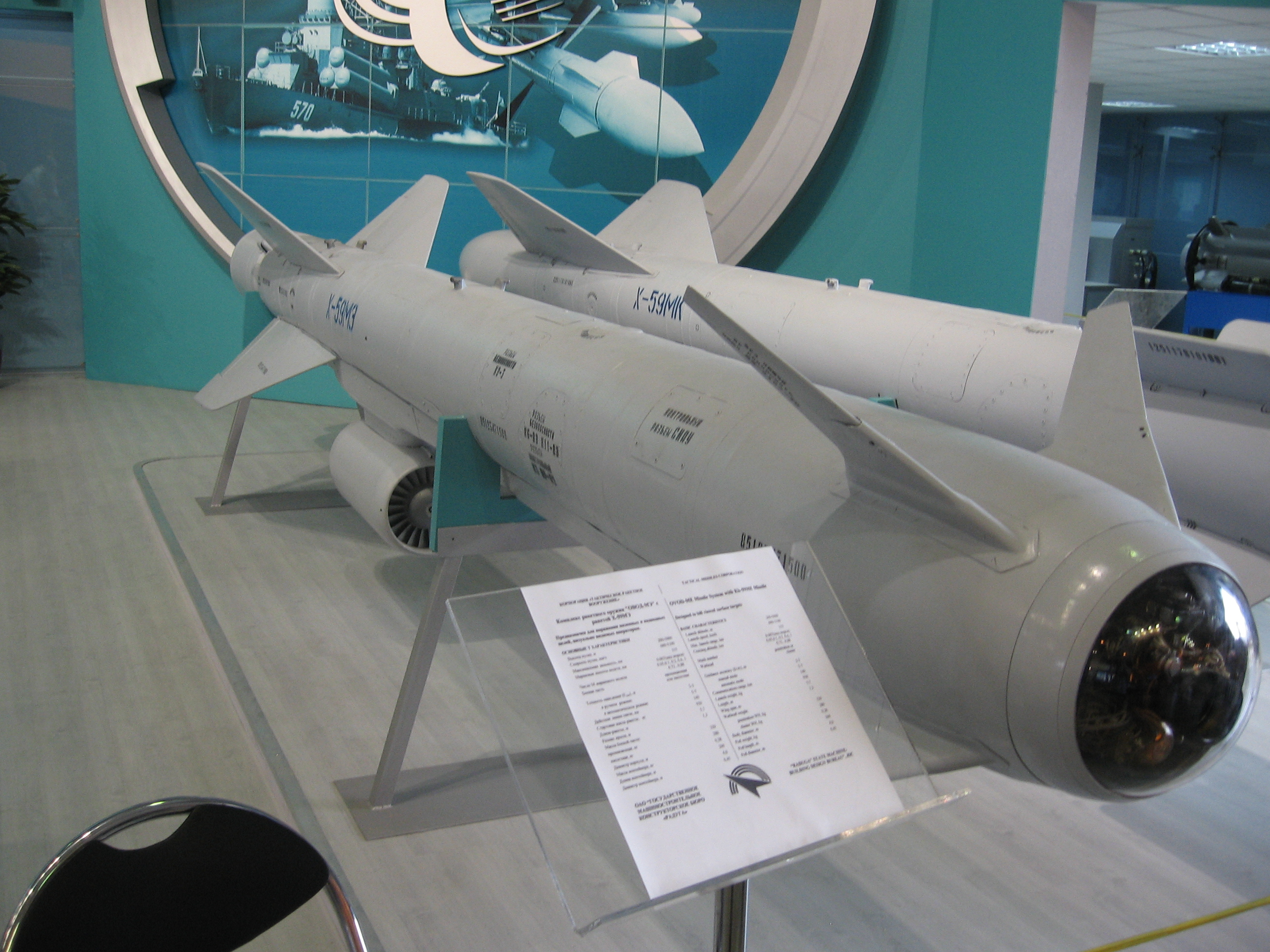
صاروخ كيه إتش-59 إم إي

- كيه إتش-59 إم كيه مضاد للسفن بمدى 285 كم مع محرك توربيني وباحث رادار نشط من فئة ARGS-59. ويمكن استخدامه ليلاً أو نهاراً، وفي الظروف الجوية السيئة، وفي حالة بحر حتى 6، كذلك يمكن استخدامه في كل من أعالي البحار وبالقرب من الساحل.[10]
- كيه إتش-59 إم2 إي نسخة مصممة للاشتباك مع مجموعة واسعة من الأهداف الأرضية الثابتة والبحرية ذات الإحداثيات المعلومة للموقع. وتمتاز بتعزيز بصري لظروف التشغيل. ويوفر الصاروخ الموجه «كيه إتش-59 إم2 إي» مع نظام الصواريخ الموجهة بقيادة الأوامر "Gadfly-ME" وفي ظروف الرؤية المنخفضة -بما في ذلك أثناء الليل- هزيمة الأهداف الثابتة البرية والبحرية ذات الإحداثيات المعروفة للموقع.[7]
- كيه إتش-59 إل نسخة تزودت بتوجيه ليزري شبه نشط، ولم يتم إنتاجها بكميات كبيرة.[11]
- كيه إتش-59 إم كيه2

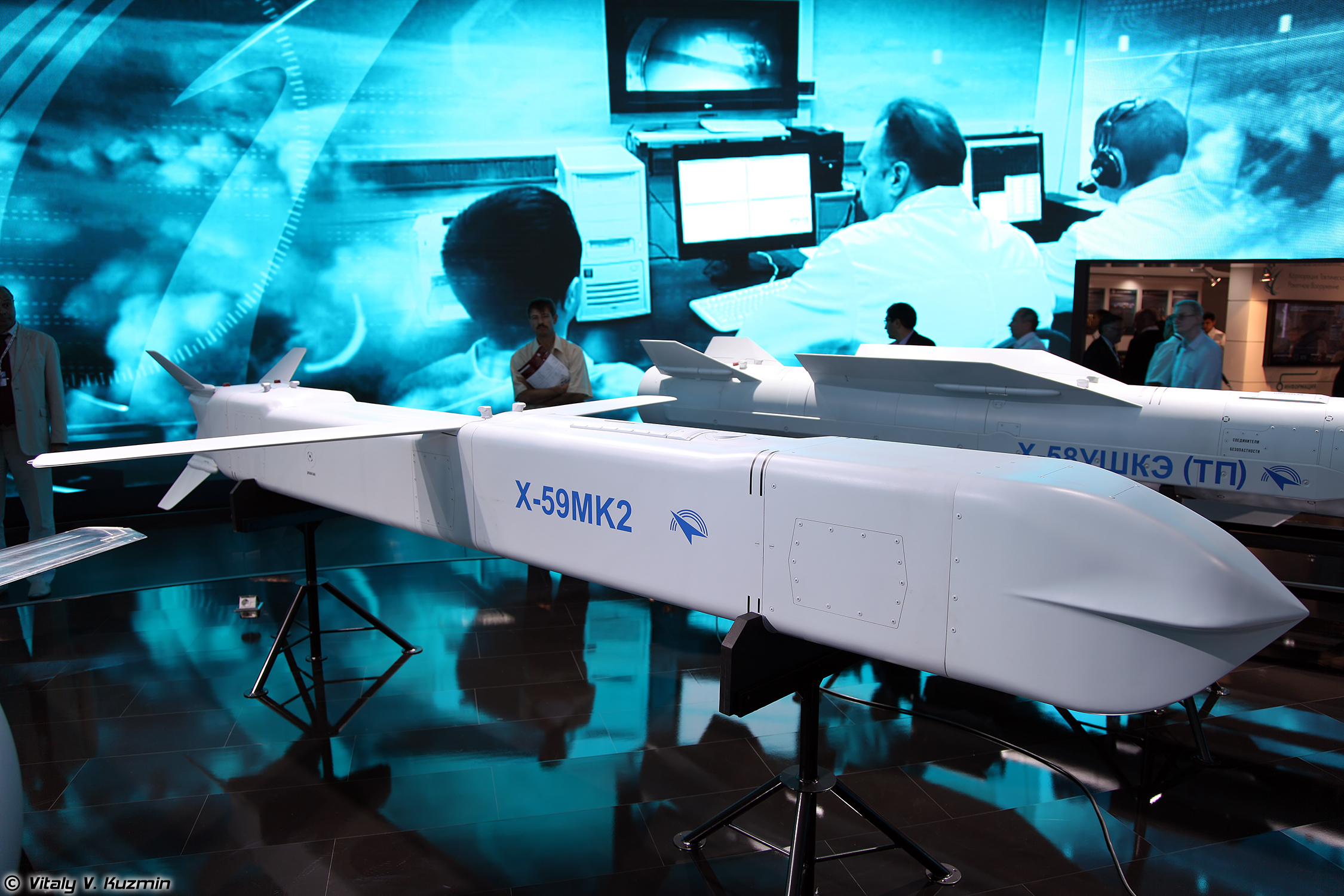
صاروخ كيه إتش-59 إم كيه2 في معرض MAKS-2015

هذه نسخة شبحية بتقنية «أطلق وانسى»، ويتميز صاروخها بمحرك محسن يوفر مدىً أقصى يتجاوز 290 كيلومترًا. ويجمع نظام التوجيه الخاص به بين التنقل التلقائي بالقصور الذاتي والتعرف على التضاريس، مع البرمجة المسبقة في مهمة الطيران لمنطقة هدف أو أكثر من هدف. والغرض منه هو تدمير مجموعة واسعة من الأهداف الثابتة عديمة البصمات الرادارية أو الحرارية، وكذلك القوات والمعدات المتواجدة بمنطقة واسعة. يتم وضع المحرك داخل الجسم الرئيسي مما يجعل السلاح أكثر إحكاما ويحسن من شبحيته.

يمكن إطلاق صاروخ كيه إتش-59 إم كيه2 من ارتفاعات تتراوح بين 200 متر و11 كيلومتر. والصاروخ أخف وزناً من النسخة «كيه إتش إم كيه»، ويتميز بهيكل زاوي ومدمج، وكذلك بطلاء للشبحية لتقليل البصمة الرادارة، كما يمتاز بالأجنحة المطوية لتناسب غرف الأسلحة الداخلية. وهو قادر على الاشتباك مع الأهداف الأرضية في الظروف الجوية السيئة، وسواء كان ذلك ليلاً أو نهارًا. 

ويبلغ المدى الأقصى للصاروخ 290 كيلومتراً، لكن المدى الأقصى لنسخة سلاح الجو الروسي قد يتجاوز هذا الرقم. ويطير صاروخ كيه إتش-59 إم كيه2 على ارتفاعات تتراوح بين 50 و300 متر مع خطأ دائري محتمل (CEP) يبلغ 3 أمتار. يمكن تسليحه إما برأس حربي متشظي أو برأس حربي للذخائر العنقودية حسب الهدف.

## المشغلون
| الجزائر الصين الهند إندونيسيا | ماليزيا روسيا فنزويلا فيتنام |

## مشغلون محتملون
مصرتوقع عدد من وسائل الإعلام الروسية حصول مصر على صواريخ كيه إتش-59 إم كيه2، وذلك ضمن الباقة التسليحية للمقاتلات «سوخوي-35» الروسية، التي تعاقدت عليها مصر بعدد يتراوح ما بين 24-30 مقاتلة.

## مشغلون سابقون
الاتحاد السوفيتي

## روابط خارجية
صواريخ كيه إتش-59 إم كيه2 لمقاتلات سو-35 المصرية